# Halina Sadkowska
Halina Sadkowska, z domu Hejdukowska (ur. 28 lutego 1895 w Czerniatynie, powiat lityński, Podole, zm. 2 lipca 1961 w Warszawie) – polska instruktorka harcerska, naczelniczka proendeckiego Harcerstwa Polskiego, lekarka dentystka.

## Życiorys

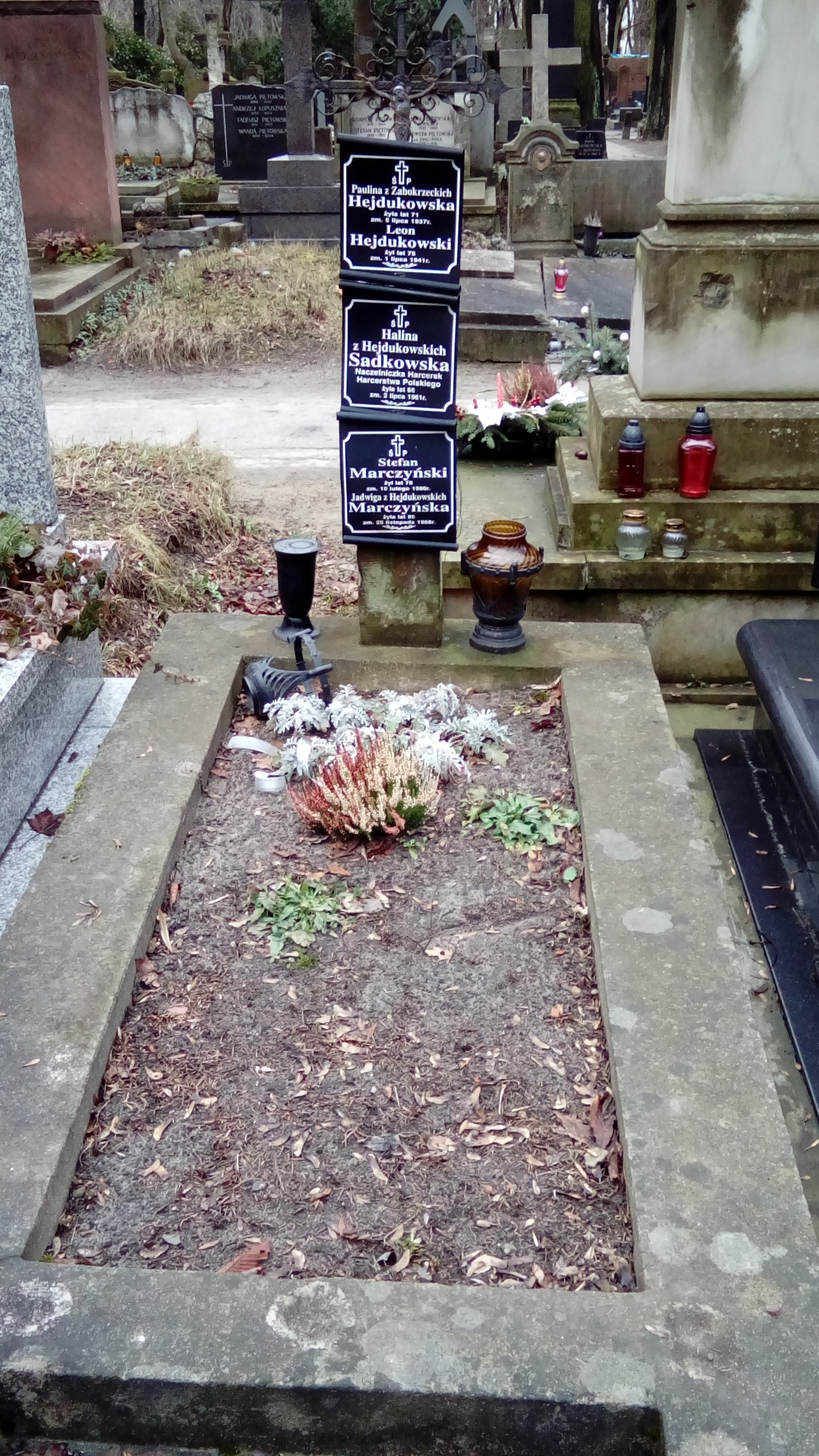
Grób Haliny Sadkowskiej na cmentarzu Powązkowskim w Warszawie

Był córką Leona Hejdukowskiego (matematyka, urzędnika) i Pauliny z Zabokrzeckich (nauczycielki). W 1912 ukończyła szkołę średnią w Winnicy i podjęła studia lekarsko-dentystyczne w Warszawie; po wybuchu I wojny światowej ewakuowała się do Moskwy i tam ukończyła studia w 1916. Po powrocie do Warszawy prowadziła praktykę dentystyczną, początkowo prywatną, potem w Ubezpieczalni Społecznej i Lecznicy Zjednoczonych Lekarzy Dentystów (także w czasie okupacji niemieckiej); była jednocześnie dentystką szkolną. Niezależnie od pracy zawodowej studiowała na Wydziale Nauk Politycznych i Społecznych Wolnej Wszechnicy Polskiej, a po ukończeniu tam studiów była asystentką Ludwika Krzywickiego (1924-1937).
W dwudziestoleciu międzywojennym zaangażowała się w działalność harcerską. Od 1934 kierowała Kołem Przyjaciół Harcerzy przy 2. Warszawskiej Drużynie Harcerzy w Gimnazjum im. Jana Zamoyskiego. Związek Przyjaciół Harcerstwa nadał jej tytuł "Działacza Harcerstwa" (1937). W 1935 była członkinią i sekretarką Rady Naczelnej Narodowej Organizacji Kobiet. Jako zwolenniczka Narodowej Demokracji w październiku 1939 należała do grupy inicjującej powstanie Harcerstwa Polskiego (używającego także nazwy Hufce Polskie i kryptonimu HP) - niezależnej od Związku Harcerstwa Polskiego organizacji harcerskiej (z racji związków z endecją często krytycznej wobec ZHP). Halina Sadkowska kierowała działem programowym Harcerstwa Polskiego, od 1940 nosiła stopień harcmistrzyni, a od 1941 wchodziła w skład Naczelnictwa Harcerstwa Polskiego. Publikowała na łamach prasy podziemnej. Od maja 1944 uczestniczyła w pracach Komisji Porozumiewawczej Harcerstwa Polskiego z Szarymi Szeregami.
12 czerwca 1944 została aresztowana przez gestapo, razem z mężem Witoldem; Niemcy poszukiwali bezskutecznie ich syna Witolda. Więziona w siedzibie Gestapo przy al. Szucha 25, potem na Pawiaku, pod koniec lipca 1944 trafiła do obozu koncentracyjnego Ravensbrück. W obozie działała w tajnej drużynie harcerskiej. Doczekała się wyzwolenia obozu przez Armię Czerwoną w marcu 1945; wracając do Polski przywiozła transport chorych więźniarek obozu. Krótko mieszkała w Krakowie, następnie powróciła do Warszawy, gdzie kontynuowała działalność w Harcerstwie Polskim. W grudniu 1945 została aresztowana przez Urząd Bezpieczeństwa; w kwietniu 1947 skazana na dwa lata więzienia, wkrótce odzyskała wolność na mocy amnestii.
W 1950 wróciła do praktyki dentystycznej, była równocześnie kierownikiem Wydziału Dentystyki w Wojewódzkim Zakładzie Lecznictwa Pracowniczego i konsultantem Wojewódzkiego Wydziału Zdrowia. Działała w samorządzie lekarskim. 
Została pochowana na cmentarzu Powązkowskim (kwatera 199-2-29).

## Życie prywatne
Od 1920 była żoną Henryka Sadkowskiego (1889 - 1960), urzędnika państwowego, po aresztowaniu w 1944 więzionego w obozach koncentracyjnych Gross Rosen i Ebensee. Z małżeństwa tego urodziło się dwoje dzieci:
- Witold (ur. 1921) był harcerzem, żołnierzem Armii Krajowej; zginął na warszawskim Starym Mieście w sierpniu 1944 w czasie powstania warszawskiego,
- Anna, zamężna Przecławska, była sanitariuszką podczas powstania warszawskiego, po wojnie została profesorem pedagogiki społecznej na Uniwersytecie Warszawskim.